# Турија (притока Колубаре)
Турија је река у централној Србији, десна притока реке Колубаре. Име је изведено из топонима тур, а односило се вероватно на истребљено средњовековно говече које је живело на простору Шумадије.
Извире на северозападним падинама планине Космај. Тече ка југозападу, кроз аранђеловачка села Раниловић и Венчане. На свом току ка Колубари, спаја се са леве стране са потоцима Глоговац, Сува Турија и Јунковац, а са десне са Мешетином, Дрлупском реком, Смољковцем и Златаном, са Каменичком реком и Придворицом.